# NokScoot
Fly Awesome
NokScoot est une compagnie aérienne thaïlandaise à bas prix proposant des vols moyens et long-courriers. Elle est basée à l'Aéroport international Don Muang.
NokScoot est une coentreprise entre le Thaïlandais Nok Air et Scoot, filiale de Singapore Airlines,. La compagnie a fait faillite en 2020 à la suite du COVID-19.

## Destinations
NokScoot commencera l'exploitation de ses vols à partir de sa base de l'Aéroport international Don Muang vers Nankin et Séoul respectivement à partir du 5 mai 2015 et du 10 mai 2015.

## Flotte
NokScoot n'a pas pu acquérir aucun des cinq Boeing 777 de Scoot, car la législation Thaïlandaise interdit l'utilisation d'appareils vieux de plus de 14 ans. La compagnie aérienne a donc dû louer des Boeing 777 plus récents à Singapore Airlines.
En février 2015, la flotte de NokScoot comprend les appareils suivants :